# 球磨村立球磨中学校
球磨村立球磨中学校（くまそんりつ くまちゅうがっこう）は、かつて熊本県球磨郡球磨村にあった公立の中学校。
2024年（令和6年）3月末に閉校し、義務教育学校「球磨村立球磨清流学園」に統合された。
統合後、校地は球磨村立球磨清流学園南校舎（5～9年生を収容）として継承されている。

## 概要
歴史
1977年（昭和52年）4月に以下の球磨村立中学校4校の統合により開校。2024年（令和6年）3月末をもって閉校し、47年の歴史に幕を下ろした。
- 球磨村立渡中学校
- 球磨村立一勝地中学校
- 球磨村立神瀬中学校
- 球磨村立高沢中学校

校訓
「創造・勤労・協和」- 1985年（昭和60年）制定。
校章
中央に「勝」の文字を配している。
校歌
作詞は山口白陽、作曲は出田憲二、編曲は出田敬三による。歌詞は3番まであり、各番の歌詞中に校名の「球磨中」が登場する。閉校後、統合先の球磨村立球磨清流学園学園歌として継承された。その際に、歌詞中の「球磨中」の部分が「球磨清流」に変更された。

## 沿革
前史
- 1947年（昭和22年）4月 - 学制改革（六・三制の実施）により、以下の新制中学校が創立。
  - 「渡村立渡中学校」（渡村立渡小学校に併設）
  - 「一勝地村立一勝地中学校」（一勝地村立一勝地小学校に併設）
  - 「一勝地村立一勝地中学校 松谷分校」（一勝地村立松谷小学校に併設）
  - 「神瀬村立神瀬中学校」（神瀬村立神瀬小学校に併設）
  - 「神瀬村立神瀬中学校 高沢分校」（神瀬村立高沢小学校に併設）
- 1949年（昭和24年）3月31日 - 高沢分校が閉校し、神瀬中学校本校に統合される。
- 1951年（昭和26年）4月1日 - 高沢分校が開校（再設置）。
- 1954年（昭和29年）
  - 3月31日 - 松谷分校が閉校し、一勝地中学校本校に統合される。
  - 4月1日 - 3村（渡・一勝地・神瀬）合併により、「球磨村」が発足。
    - 「球磨村立渡中学校」
    - 「球磨村立一勝地中学校」
    - 「球磨村立神瀬中学校」
    - 「球磨村立神瀬中学校高沢分校」
- 1967年（昭和42年）4月1日 - 高沢分校が神瀬中学校から分離の上、「球磨村立高沢中学校」として独立。

統合・球磨中学校
- 1977年（昭和52年）4月1日 - 上記4校（一勝地・渡・河瀬・高沢）が統合の上、「球磨村立球磨中学校」（最終名）となる。
- 1979年（昭和54年）
  - 3月 - 体育館が完成。
  - 8月 - 全国卓球中学生卓球大会で優勝。
- 1985年（昭和60年）5月 - 校訓を制定。
- 2003年（平成15年）3月 - 寄宿舎を廃止。
- 2015年（平成27年）10月 - 地域未来塾を開始。
- 2017年（平成29年）4月 - 球磨村コミュニティ・スクールを開始。
- 2021年（令和3年）12月 - 集中豪雨による球磨川の氾濫で被害を受けた球磨村立渡小学校が、球磨中学校の運動場に建設された仮設校舎に移転（球磨中学校に移転する前は、一勝地小学校の運動場に設置された仮設校舎を使用していた）。
- 2024年（令和6年）
  - 2月24日 - 閉校記念式典を挙行。
  - 3月31日 - 統合のため、閉校。
  - 4月1日 - 球磨村立小学校2校（一勝地・渡）および中学校1校（球磨）が統合の上、義務教育学校「球磨村立球磨清流学園」となる。
    - 旧・一勝地小学校の校地が「北校舎」、旧・球磨中学校の校地・校舎が「南校舎」として継承される。

## 部活動
運動部
- バレーボール部（男・女）
- ソフトボール部（男・女）
- バスケットボール部（男・女）
- 剣道部（男・女）
- ソフトテニス部（男・女）
- 野球部（男）

## 交通アクセス
最寄りの鉄道駅
- JR九州 肥薩線「一勝地駅」

最寄りのバス停留所
- 九州産交バス「一勝地駅」停留所

最寄りの幹線道路
- 熊本県道15号人吉水俣線
- 熊本県道304号一勝地神瀬線

## 周辺
- 旧・球磨村立一勝地小学校（現・球磨村立球磨清流学園 北校舎）
- 人吉下球磨消防組合消防本部 中央消防署 西分署
- 人吉警察署一勝地警察官駐在所
- 一勝地郵便局
- こがね保育園
- 一勝寺
- 意足院
- 一勝地阿蘇神社
- 球磨川
- 芋川
- 庄本川